# 田中正太郎
田中 正太郎（たなか しょうたろう、1885年（明治18年）11月23日 - 1965年（昭和40年）1月17日）は、大正から昭和時代の政治家、教育者、実業家。北海道勇払郡苫小牧町長、初代苫小牧市長。

## 経歴・人物
札幌県新冠郡（現・北海道新冠郡新冠町）にて生まれ、1893年（明治26年）苫小牧へ移り住む。苫小牧尋常高等小学校（現・苫小牧市立西小学校）を経て、1908年（明治41年）北海道師範学校第1部（現・北海道教育大学札幌校）卒業。卒業後、直ちに母校の苫小牧尋常高等小学校の訓導となり、その後、1918年（大正7年）苫小牧東尋常小学校（現・苫小牧市立東小学校）訓導兼校長を経て、1921年（大正10年）苫小牧東尋常高等小学校の校長に就任する。さらに、1943年（昭和18年）苫小牧女子技芸学校（のちの北海道立苫小牧女子高等学校、現・北海道苫小牧西高等学校）校長に転じる。
戦後、町村制改正により初の公選町長選挙が告示されると、正太郎のほかに町会議員の相武吉治郎と菊地善吾が推挙された。1947年（昭和22年）4月5日の選挙で得票率約60％で当選し、公選初代苫小牧町長となった。当選した年の秋、市制施行の動きの高まりを受け、市制促進期成会の設立、苫小牧市制施行促進町民大会の開催などを行い、翌年の1948年（昭和23年）3月の道議会で苫小牧市誕生が議決された。市政施行後も1963年（昭和38年）まで引き続き市長を務め、苫小牧港築港などに尽力した。1961年（昭和36年）からは苫小牧女子高等学校校長を兼任し、市長の座を退いた後は、没するまで苫小牧ガスの社長を務めた。没後2日後の1965年（昭和40年）1月19日、市葬が執り行われた。没後23年後の1988年（昭和63年）苫小牧市名誉市民となった。

## 栄典
- 勲五等双光旭日章[1]